# Roman Leonidowitsch Serych

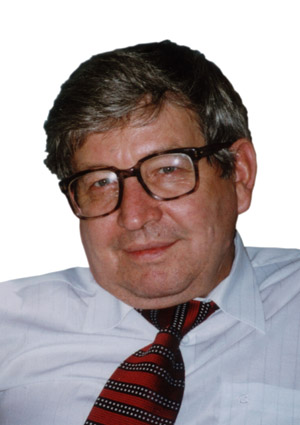
Roman Leonidowitsch Serych

Roman Leonidowitsch Serych (russisch Рома́н Леони́дович Серы́х; * 3. Juli 1940 in Taschkent; † 15. September 2008 in Moskau) war ein russischer Bauingenieur und Hochschullehrer.

## Leben
Serych begann 1959 als Maurer zu arbeiten. Dann studierte er Eisenbahnbau und Verkehrswirtschaft am Taschkenter Institut für Eisenbahntransportwesen mit Abschluss 1965. Nach dem Wehrdienst in der Sowjetarmee arbeitete er als Bauleiter im Taschkenter Dezernat des Bauministeriums der Usbekischen Sozialistischen Sowjetrepublik (UsSSR). Von 1966 bis 1968 war er Ingenieur in Projektinstituten des UsSSR-Ministeriums für Landwirtschaftsbau und des Ministeriums für Energiewirtschaft und Elektrifizierung der UdSSR.
Darauf begann Serych seine wissenschaftliche Tätigkeit am Moskauer Autoverkehrsinstitut (MADI). 1972 schloss er dort die Aspirantur ab und wurde Laboratoriumsleiter. 1974 wurde er mit der Dissertation Untersuchung des Spannungszustandes von Blähton-Beton-Bauteilen unter dem Einfluss unterschiedlicher Feuchtigkeitsgehalte zum Kandidaten der technischen Wissenschaften promoviert. 1975 wechselte er als Oberassistent zum Moskauer Forschungsinstitut für Beton und Stahlbeton. Er arbeitete im Laboratorium für Stahlbetontheorie unter der Leitung von A. A. Gwosdew. Dann leitete er dort das Laboratorium für Porenbeton und wurde Stellvertretender Direktor des Instituts. Er schuf die Grundlagen für die Berücksichtigung des Schwindens und Kriechens des Betons bei der Berechnung der konkreten Stahlbetonkonstruktion. Er entwickelte Methoden für die Berechnung von Porenbetonkonstruktionen und deren Einsatz sowie Verfahren zur Herstellung von Beton höchster Qualität. Seine Untersuchungsergebnisse flossen in die Gossudarstwenny-Standart- und Eurocode-Normen ein. 1987 wurde er mit der Dissertation Festigkeit und Verformungsverhalten von Beton unter dem Einfluss unterschiedlicher Feuchtigkeitsgehalte zum Doktor der technischen Wissenschaften promoviert. 1988 wurde er Institutsdirektor. Unter seiner Leitung wurden Verfahren für die automatisierte Herstellung von Stahlbeton- und Spannbeton-Konstruktionen entwickelt sowie Normkennzahlen für verschiedene Arten von Leichtbeton und Polymerbeton. Die Lebensdauer von Stahlbetonkonstruktionen und die Korrosionsbeständigkeit wurden verbessert. Serych erhielt acht russische Patente und ein USA-Patent. Serychs Schüler arbeiten in Russland, Aserbaidschan, Kasachstan und Usbekistan. Er war Hauptherausgeber der russischen Zeitschrift Beton und Stahlbeton.
1988–1989 arbeitete Serych in der Regierungskommission für die Koordination der Arbeiten zur Beseitigung der Schäden des Spitak-Erdbebens mit. 1990 wurde er Mitglied der Russischen Ingenieursakademie. 1990–1994 war er Mitglied des Präsidiums des Comité Européen du Béton (CEB) und Präsident des nationalen Komitees. Mit anderen gründete er die Assoziation Stahlbeton, die 1991 zusammen mit dem nationalen Komitee in der  Fédération internationale du béton aufging. 1991 wurde er Professor für Baukonstruktionen.
1994 wurde Serych mit Beurlaubung von seinem Direktorenamt Chef der Abteilung für Organisation und Koordinierung der wissenschaftlichen Arbeit der Russischen Akademie für Architektur und Bauwissenschaft. 1996–2002 beriet er das russische Technologieministerium, Wissenschaftsministerium und Industrieministerium. Ab 1999 arbeitete er in den Kommissionen für Erdbebensicheres Bauen mit.
Seine letzten Lebensjahre widmete Serych der Lehre am MADI und an der Moskauer Akademie für Kommunalwirtschaft und Bauen. 2002 wurde er auf den neuen Lehrstuhl für Anlagenbau des Straßendienstes des MADI berufen. Bis zuletzt forschte er im Forschungsinstitut für Beton und Stahlbeton.
Serych wurde auf dem Moskauer Wagankowoer Friedhof begraben.

## Ehrungen
- Medaille „20. Jahrestag des Sieges im Großen Vaterländischen Krieg 1941–1945“ (1965)
- Sieger im Sozialistischen Wettbewerb 1980
- Medaille „Veteran der Arbeit“ (1986)
- Goldmedaille (1988, 1991), mehrere Silbermedaillen und Bronzemedaille (1985) der Ausstellung der Errungenschaften der Volkswirtschaft
- Regierungspreis für Wissenschaft und Technik der Russischen Föderation (1997, 1999)